# Sharin no Kuni, Himawari no Shōjo
Sharin no Kuni, Himawari no Shōjo (車輪の国、向日葵の少女?, lit. "El país de la rueda, la chica girasol") es una novela visual japonesa desarrollada por Akabeisoft2 y publicada por Palace Game.
Un fandisc llamado Sharin no Kuni, Yūkyū no Shōnenshōjo (車輪の国、悠久の少年少女) fue lanzado el 26 de enero de 2007, donde se da a conocer el pasado de Masaomi Houzuki y se expande más la historia de las heroínas de la anterior entrega, añadiendo una nueva chica.
Esta novela tiene ya un parche con su traducción tanto al inglés por TLWiki y al español por Sharin-Sub.

## Argumento

### Escenario
Sharin no Kuni se lleva a cabo en un país sin nombre, a menudo referido como el 'país de la rueda'.
Aunque democráticamente, todos los aspectos de la sociedad en este país se ven influidas por un grupo de personas élite conocidas como "Individuos Especiales de Clase Superior".
Estas personas especiales poseen autoridad legal completa, usando esto para conferir 'reglas obligatorias'  - tan absolutas que si son desobedecidas, se castiga con la reclusión en un campo de trabajos forzados - a aquellos cuyos actos son juzgados como perjudiciales para la sociedad.
No se menciona la ubicación geográfica del país, pero es una entidad política separada de Japón. Limita con un país sureño,  pobre y devastado por la guerra, cuyos habitantes tienen un aspecto distintivo y, a menudo, son objeto de discriminación en el norte.
Los sucesos de la historia ocurren en un aislado pueblo agrícola, rodeado por montañas en todas las direcciones. Algunos años atrás, la ciudad era el origen de un levantamiento civil que fue reprimido brutalmente por el gobierno, lo que resulta en una gran cantidad de huérfanos y personas con 'obligaciones' de castigo.

### Historia
En un futuro cercano.
En un lugar no muy lejano.
Existe una sociedad en la que la ley castiga a los criminales asignándoles "obligaciones" según cual sea su delito y son vigilados por los Individuos Especiales de Clase Superior.
Dentro de esta sociedad, un chico llamado Morita Kenichi aspira a la posición de Individuo Especial de Clase Superior.
Para poder cumplir con su ambición, Kenichi regresa al pueblo al que una vez llamó casa. Allí se encontrará con tres chicas que cargan "obligaciones" y volverá a encontrarse con el pasado que dejó atrás.
¿No te gustaría unirte a él en esta historia acerca de cómo las personas se relacionan con su sociedad?
Esta historia trata sobre como una sociedad se relaciona con sus ciudadanos.
Esta historia es sobre la chica que está en medio de los girasoles que crecen en el país que gira como una rueda.

### Personajes
Kenichi Morita (森田 賢一 Morita Ken'ichi?)
Nuestro ¿despreocupado? Protagonista al cual le encanta hacer soliloquios. A pesar de su apariencia y actuar frío esconde compasión y un tormentoso pasado.
Natsumi Hinata (日向 夏咲 Hinata Natsumi?)
Callada y temerosa de la gente. Siempre camina con la cabeza gacha y evadiendo las miradas de los demás. Su símbolo es ese enorme moño amarillo que siempre lleva.
Su ‘obligación’ es la prohibición del amor, la que impide mirar a los ojos y tocar a personas del sexo opuesto.
Sachi Mitsuhiro (三ツ廣 さち Mitsuhiro Sachi?)
Catalogada como el arquetipo ‘energético’ por el propio Kenichi. Tiene un coeficiente intelectual proporcional a su vagancia. Vive con su hermana menor Mana.
Lleva la ‘obligación’ de restricción de tiempo, la cual solo le permite estar funcional 12 horas diarias.
Touka Oone (大音 灯花 Ōne Tōka?)
Explosiva y poco tolerante de apariencia el cual es una fachada para ocultar su infinita inocencia e inmadurez.
Su ‘obligación’ es la servidumbre parental, también conocida como la prohibición de convertirse en adulto, la cual obliga a obedecer sin rechistar a sus padres.
Eri Nagumo (南雲 えり Nagumo Eri?)
Sepia Uzuki (卯月セピア Uzuki Sepia?)
Este ¿brillante? O simplemente ¿demente? Personaje esconde más o muestra poco lo que realmente piensa. Actúa de forma totalmente abrupta cambiando su forma de hablar y comportamiento. Es fanático de la literatura sobre hadas y se autoproclama de ser un escritor, su sverdadero nombre es Isono Ichirouta.
Masaomi Houzuki (法月 将臣 Hōzuki Masaomi?)
Saburou Higuchi (樋口三郎 Higuchi Saburou?)
Ririko Higuchi (樋口りり子 Higuchi Ririko?)